# Tarmo Tamm
Tarmo Tamm (ur. 3 grudnia 1953 w Kiuma) – estoński polityk i samorządowiec, deputowany, w latach 2016–2019 minister rolnictwa.

## Życiorys
W 1974 ukończył szkołę techniczną, a w 2007 studia z zakresu ekonomiki rolnictwa na Estońskim Uniwersytecie Przyrodniczym. W latach 1976–1993 pracował w przedsiębiorstwie rolnym Põlva Agro. Od 1993 wchodził w skład władz miejskich w Põlvie, w latach 1999–2011 sprawował urząd burmistrza tej miejscowości.
Zaangażował się w działalność polityczną w ramach Estońskiej Partii Centrum. W 2011 objął mandat deputowanego do Zgromadzenia Państwowego XII kadencji. W 2015 i 2019 z powodzeniem ubiegał się o poselską reelekcję.
W grudniu 2016 został ministrem rolnictwa w rządzie Jüriego Ratasa. Urząd ten sprawował do kwietnia 2019.